# La Chapelle-Chaussée
La Chapelle-Chaussée (en bretó Chapel-ar-Galc'hed) és un municipi francès, situat a la regió de Bretanya, al departament d'Ille i Vilaine. L'any 2006 tenia 1.010 habitants.

## Demografia
| 1962                                       | 1968 | 1975 | 1982 | 1990 | 1999 |
| ------------------------------------------ | ---- | ---- | ---- | ---- | ---- |
| 692                                        | 591  | 546  | 597  | 624  | 763  |
| Des de 1962: població sense dobles comptes |      |      |      |      |      |

## Administració
| Període | Identitat  | Partit |
| ------- | ---------- | ------ |
| 2001-   | Loïc Morin |        |

## Galeria d'imatges

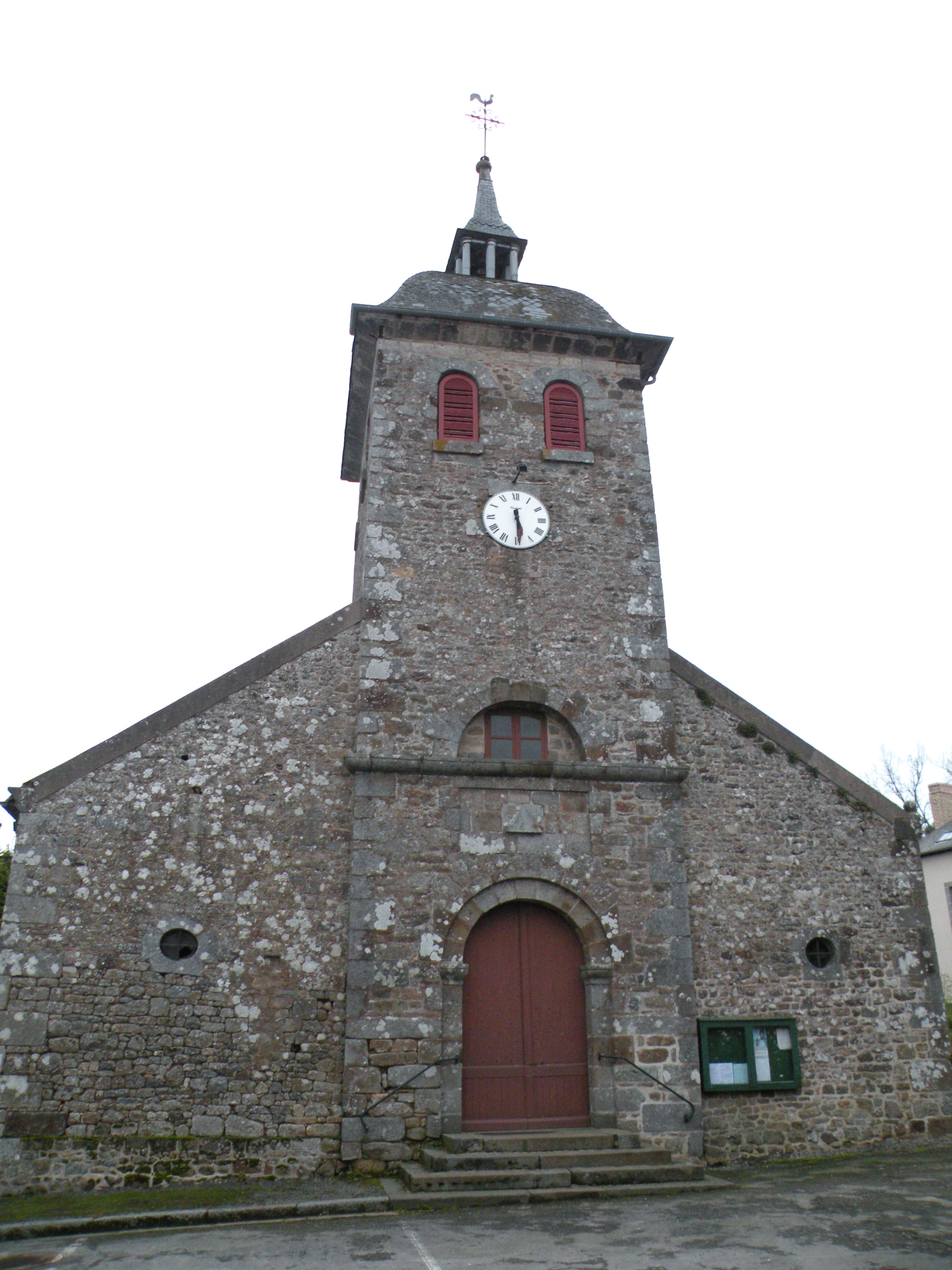
L'església Saint-Pierre
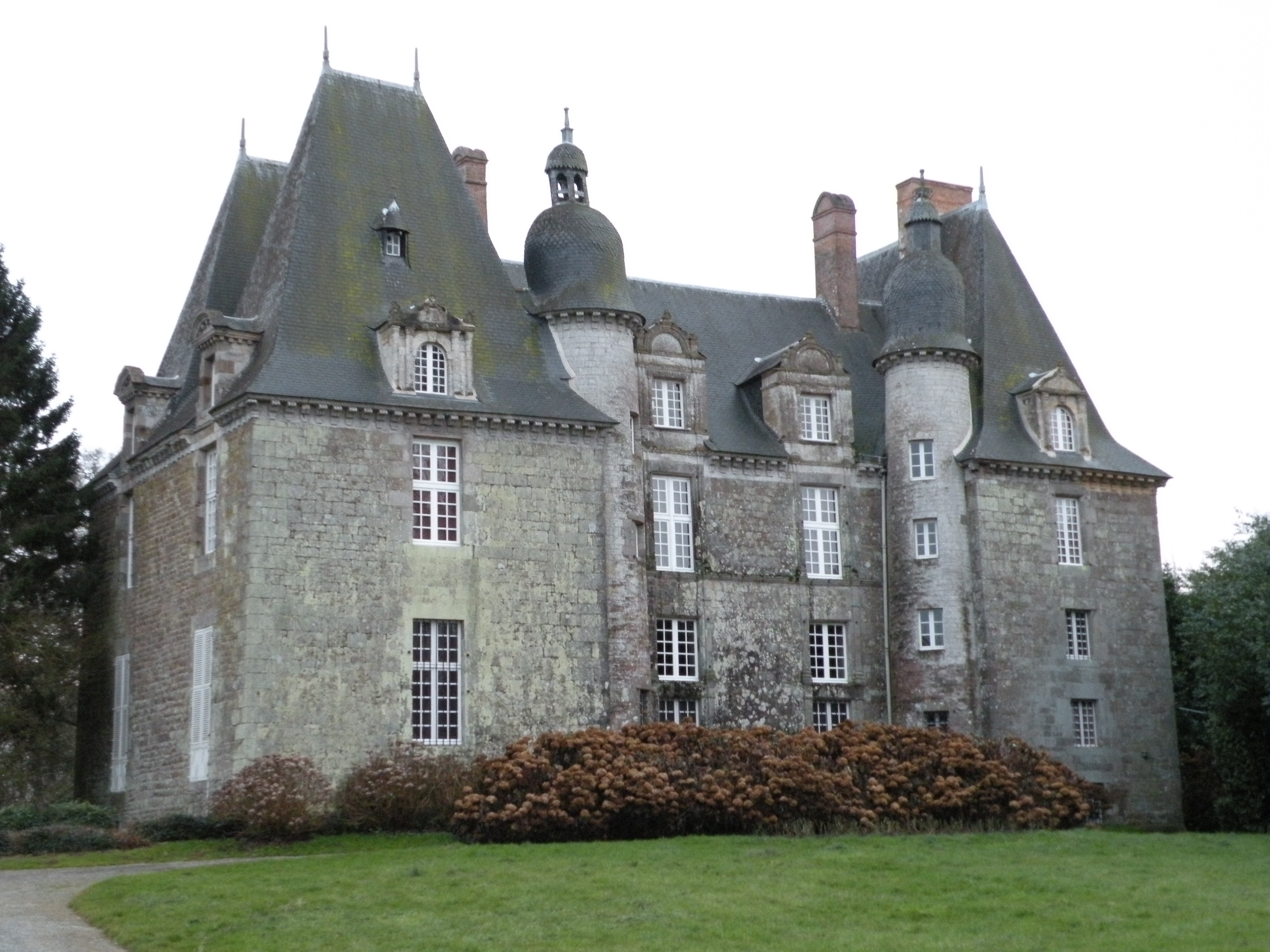
El castell